# دودي كلارك
دودي كلارك (بالإنجليزية: Dodie Clark) هي كاتِبة وكاتبة غنائية ومغنية ويوتيوبية ومغنية مؤلفة بريطانية، ولدت في 11 أبريل 1995 في منطقة أنفيلد في المملكة المتحدة.

## وصلات خارجية
- دودي كلارك على موقع IMDb (الإنجليزية)
- دودي كلارك على موقع ميوزك برينز (الإنجليزية)
- دودي كلارك على موقع أول ميوزيك (الإنجليزية)
- دودي كلارك على موقع ديسكوغز (الإنجليزية)
- دودي كلارك على موقع قاعدة بيانات الفيلم (الإنجليزية)